# Opel Calibra
L'Opel Calibra è un'autovettura di tipo coupé di fascia media, prodotta dalla casa automobilistica tedesca Opel dal 1989 al 1997. Lo stesso modello venne commercializzato nel Regno Unito come Vauxhall Calibra, in Australia come Holden Calibra e in Brasile come Chevrolet Calibra.

## Storia e profilo

### Genesi e sviluppo
A metà degli anni ottanta, l'Opel Manta B, coupé di fascia medio-alta in listino fin dal 1975, mostrava il suo invecchiamento commerciale nei dati di vendita e anche nel confronto con i produttori giapponesi, che cominciavano a penetrare il mercato europeo con le loro coupé. Era chiaro che una vettura il cui progetto risaliva alla prima metà degli anni settanta, non poteva più essere competitiva: nella lunga vita del modello, la concorrenza era avanzata molto e la Opel Manta era divenuta obsoleta in molti aspetti, dallo stile alle dotazioni, passando per le motorizzazioni. Non solo, anche il successo di modelli compatti dalle prestazioni brillanti (le cosiddette hot hatch, vale a dire le versioni sportive delle berline dei segmenti B e C) mise in ombra il segmento delle coupé in generale. Divenne quindi necessaria la progettazione di un modello decisamente più moderno, più prestante, con contenuti adeguati e uno stile che ridesse visibilità e attrattiva alla coupé di Opel.
Come base tecnica, Opel scelse quella della Vectra, la berlina sostituta dell'Ascona, il cui progetto era in fase di sviluppo, essendo stato avviato nel 1984. Il disegno della carrozzeria fu affidato all'allora capo del design Opel Erhard Schnell e ai suoi collaboratori, fra cui Wayne Cherry, che in quel periodo si stavano occupando anche della stessa Vectra e impostarono lo studio della carrozzeria del nuovo modello alla galleria del vento, per ottenere una linea molto profilata. Anche per quanto riguardava la gamma motoristica, la nuova vettura doveva rompere con un passato fatto anche di motorizzazioni piccole e poco potenti; fu scelto quindi come motore base un 2 litri da 115 CV.
Nel 1989, la nuova vettura era pronta all'esordio. Il nome Calibra venne coniato da Manfred Gotta, un imprenditore e copywriter indipendente che durante gli anni ottanta e novanta ideò anche altre denominazioni per altri modelli di auto (Twingo, Smart o la stessa Vectra). La presentazione avvenne al Salone di Francoforte nell'autunno del 1989.

### Design esterno e interno

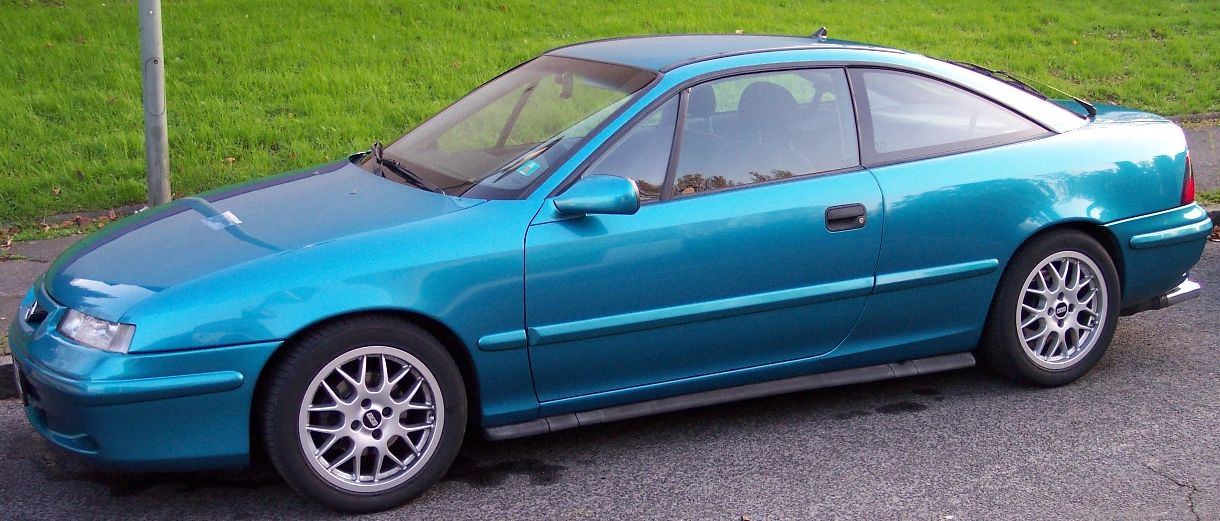
La silhouette di una Calibra

Quasi a volersi distaccare nettamente dalle linee delle paciose coupé prodotte fino a quel momento (non solo dalla Opel), Wayne Cherry riuscì a disegnare una linea assolutamente moderna e filante, molto meno esile rispetto alla Manta, con una diversa distribuzione dei volumi. Il lavoro di affinamento svolto alla galleria del vento permise di ottenere un Cx pari a 0,26, un primato per quegli anni. Il frontale appuntito ma non spigoloso era caratterizzato da sottili gruppi ottici poliellissoidali di forma rettangolare a sviluppo orizzontale che conferirono una personalità particolare alla nuova coupé di casa Opel, più moderna anche rispetto alla concorrenza sia europea che giapponese. La vista laterale permetteva di apprezzare visivamente e appieno il risultato ottenuto alla galleria del vento: il profilo affusolato della parte frontale, il parabrezza assai inclinato, l'assenza di montanti centrali, i montanti anteriori e posteriori che formavano una linea ad arco con il profilo del tetto, il padiglione dall'andamento sinuoso e raccordato con la corta coda e infine la linea di cintura più alta e discendente verso la parte anteriore per conferire più imponenza al corpo vettura, ma nello stesso tempo anche più slancio. La parte posteriore, oltre a evidenziare anche la forte inclinazione dell'ampio lunotto, era dominata dai grandi gruppi ottici trapezoidali.
L'abitacolo della Calibra era spazioso per la categoria: il divanetto posteriore offriva più spazio ai passeggeri rispetto alle concorrenti. La plancia comandi, ripresa senza sostanziali modifiche da quella della Vectra, mostrava un nuovo volante a quattro razze specifico. La strumentazione comprendeva tachimetro, contagiri, termometro acqua e indicatore livello carburante, nonché un computer di bordo (opzionale sul modello di base). Il bagagliaio aveva una capacità di 300 litri con i sedili tutti in posizione, per arrivare a 900 litri una volta abbattuto lo schienale posteriore, divisibile con proporzione 40/60.

### Struttura, meccanica e motori
La base meccanica su cui nacque la Calibra era condivisa con la prima generazione della Vectra, benché opportunamente ricalibrata in funzione di un carattere più sportivo. Intatta quindi l'architettura meccanica generale del tipo a motore anteriore trasversale e trazione anteriore oppure trazione integrale). La struttura a scocca portante si avvaleva anche di telaietti ausiliari per il sostegno dei due gruppi sospensivi: l'avantreno era di tipo MacPherson, mentre il retrotreno era a ruote indipendenti con bracci obliqui (vale a dire lo stesso schema adottato dalle versioni sportive o a trazione integrale di Vectra). Molle elicoidali, ammortizzatori telescopici (idraulici per la versione base, a gas per le altre) e barre stabilizzatrici erano presenti su entrambi gli assi. L'impianto frenante prevedeva dischi autoventilanti all'avantreno e pieni al retrotreno, con ABS di serie per tutte le motorizzazioni, mentre lo sterzo era del tipo a cremagliera, con servosterzo idraulico di serie.
Al suo esordio, la Calibra fu presentata in due motorizzazioni a benzina da quattro cilindri in linea, entrambe da 2 litri:
- 2.0i: motore monoalbero da 1998 cm³ con potenza massima di 115 CV;
- 2.0i 16v: motore simile al precedente, ma con testata di tipo bialbero a 4 valvole per cilindro e potenza massima di 150 CV.

Tutti i motori erano a iniezione e dotati di catalizzatore. Il cambio era di tipo manuale a 5 marce, ma a richiesta era previsto un cambio automatico a 4 rapporti con convertitore di coppia per la sola motorizzazione da 115 CV.

### Evoluzione della gamma

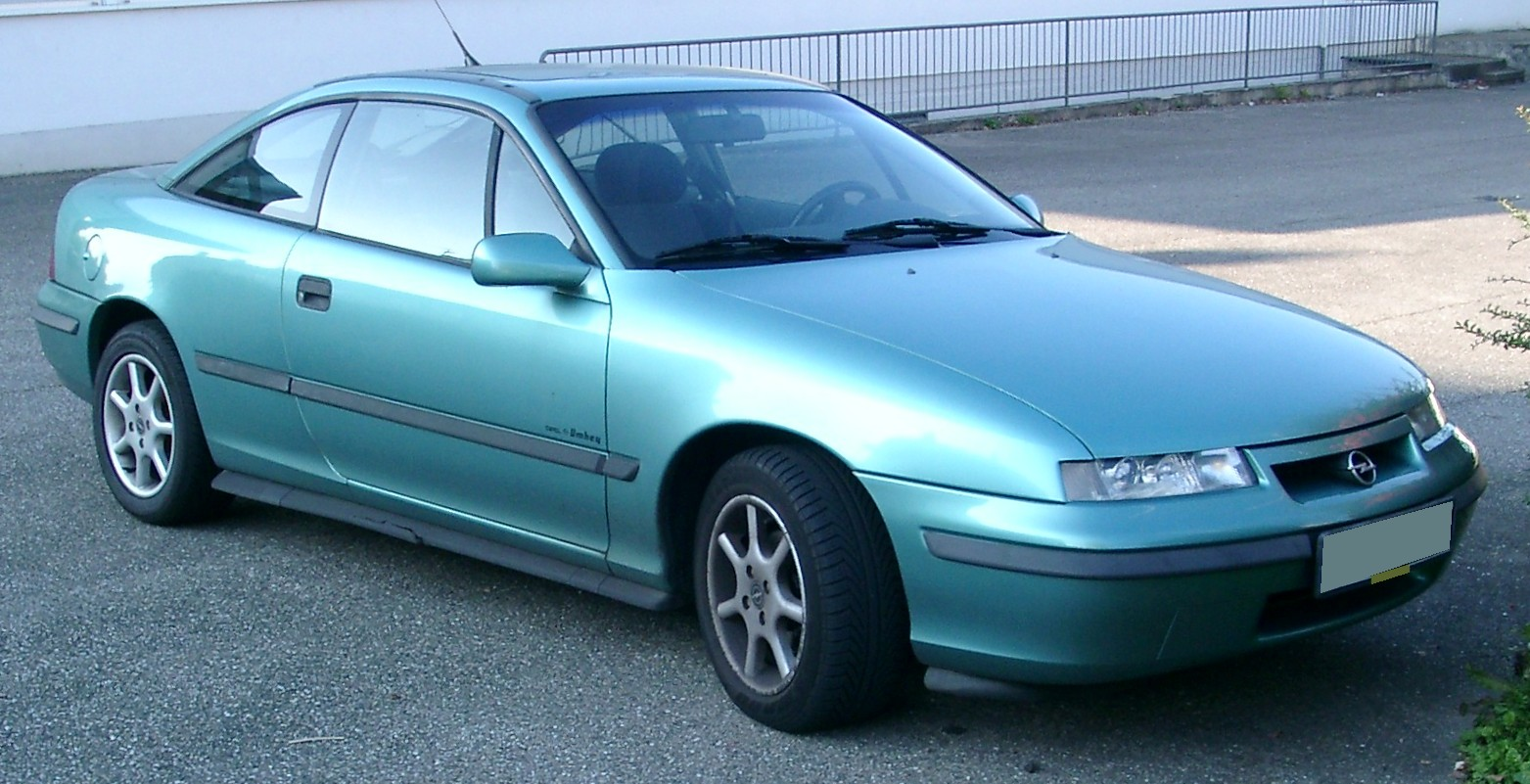
Calibra restyling; notare il logo posto ora nella griglia frontale

La commercializzazione della Calibra fu avviata nel novembre del 1989, mentre la produzione, iniziata nel 1990, venne inizialmente avviata nello stabilimento tedesco di Rüsselsheim. Data la natura di nicchia del modello in sé e dato anche il trend negativo a cui nei tardi anni ottanta era soggetto il segmento delle coupé di fascia media, la casa tedesca preventivò di produrne circa 20 000 esemplari l'anno. In realtà il successo fu tale che nel solo primo anno di commercializzazione ne vennero prodotti 29 431 esemplari, per arrivare a circa 60 000 nel secondo anno. Un simile risultato colse di sorpresa la stessa Opel, la cui direzione delegò parte della produzione allo stabilimento Valmet di Uusikaupunki, in Finlandia. Tale risultato commerciale gettò i presupposti per l'ampliamento della gamma.
Per questo, se alla fine del 1991 gli esemplari prodotti furono già 97 433, nel marzo dell'anno successivo venne proposta un'evoluzione dotata di un motore sovralimentato mediante turbocompressore, che scaricava la sua potenza massima di 150 kW (204 CV) mediante un nuovo cambio a 6 marce (con sesta di potenza) e soprattutto mediante le 4 ruote motrici. Il motore che la equipaggia, il C20LET, è direttamente derivato dalla versione 2.0 16v aspirata, il C20XE da 110 kW (150 CV) già presente in gamma fin dall'esordio. Nasce così la Calibra 2.0 16V Turbo 4x4, dotata di prestazioni di rilievo (245 km/h, da zero a cento km/h in 6"8) ed ecologica (catalizzatore metallico di serie). In questo sistema di trazione integrale, un dispositivo elettro-pneumatico alimentato dal fluido del servosterzo e iniettato a controllo elettronico nel ripartitore permetteva una suddivisione variabile della coppia motrice trasmessa ai due assali ruote e addirittura di disinserire del tutto la trazione sulle ruote posteriori. La trazione integrale venne tuttavia proposta a richiesta anche in abbinamento alle altre due motorizzazioni presenti in gamma.

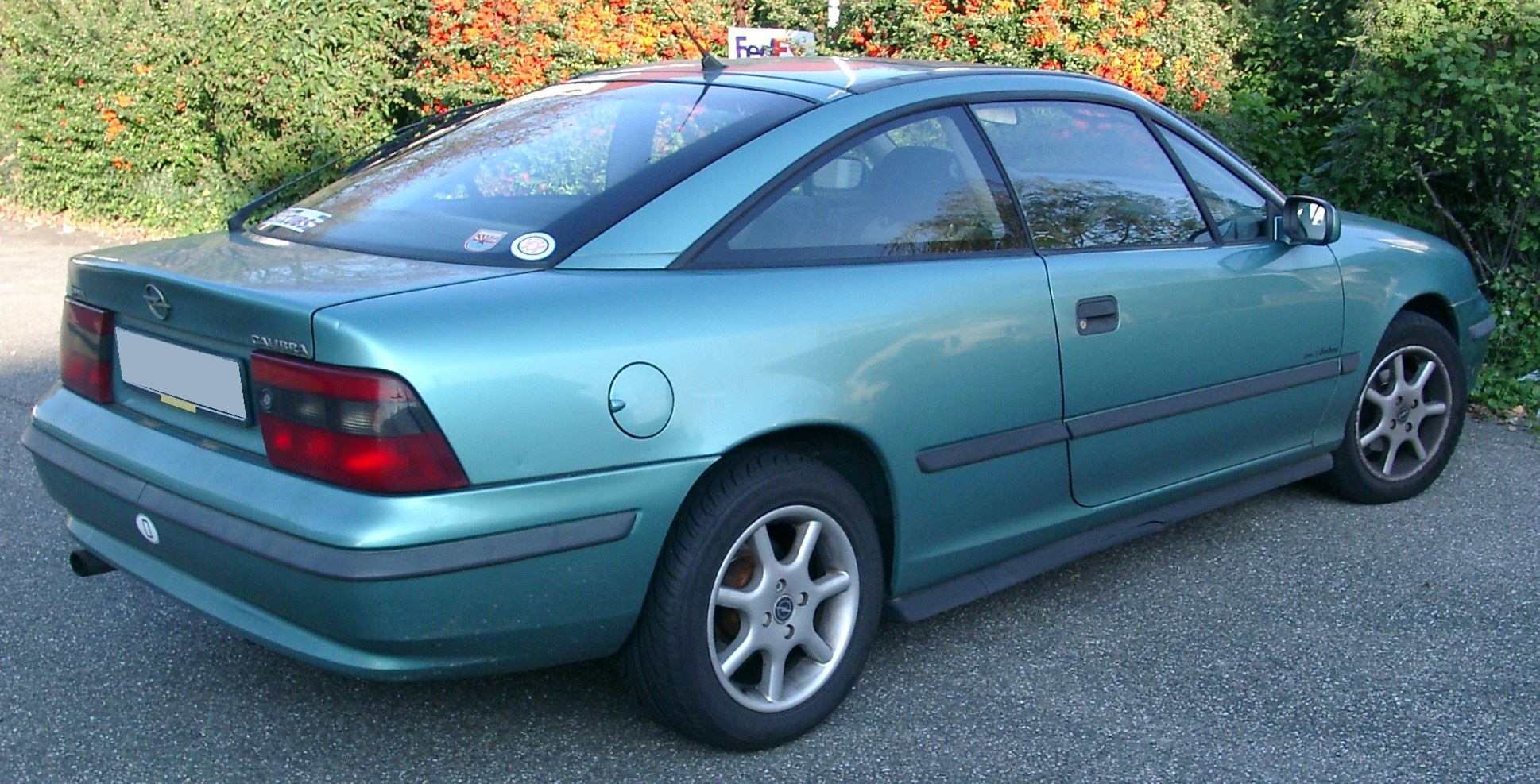
Retro di una Calibra restyling

Nonostante la rinnovata vitalità del comparto delle coupé dei primi anni Novanta, con i sempre più numerosi modelli giapponesi ed anche europei, la Calibra non risentì molto la concorrenza e continuò a raccogliere consensi, grazie anche all'introduzione di nuove versioni e allestimenti.
Nel 1993 venne introdotta una nuova versione della Calibra denominata Color Edition; si distingueva per le nuove tinte, era dotata di interni in pelle e proponeva una nuova gamma di cerchi in lega a cinque raggi. Sempre nel 1993, fece la sua comparsa anche l'airbag, prima solo per il conducente poi anche per il passeggero.
Nel 1994 tutta la gamma beneficiò di un lieve restyling: per l'occasione venne installato sulla vettura un V6 da 2,5 litri capace di erogare una potenza di 125 kW (170 CV).
Si apre così l'era dei motori Ecotec, che si contraddistinguono per un livello di inquinamento inferiore alle precedenti motorizzazioni, anche se meno prestanti. In quest'ottica va compresa la sostituzione del 2 litri bialbero da 150 CV con il nuovo 2 litri Ecotec da 136 CV. La versione con il 2 litri turbocompresso rimane invariata, ma il venne rinominato "ecotec" per motivi commerciali. Fu però tolta di listino nell'estate del 1996 in quanto non più compatibile con l'imminente normativa Euro 2. Assieme a questa motorizzazione scomparve dal listino anche il 2 litri monoalbero, sempre per lo stesso motivo.
La produzione della Calibra terminò nell'estate del 1997 con un ammontare di 238 647 esemplari prodotti (di cui 3 385 esemplari totali a trazione integrale e 12 015 esemplari con motore 2.5 V6), anche se per breve tempo Opel dovette addirittura riprendere una produzione supplementare in Finlandia per soddisfare la domanda. La Calibra non ebbe mai un'erede diretta che ne riprendesse il testimone: la contemporanea Opel Tigra apparteneva infatti a un segmento inferiore. Per dimensioni la Opel Astra Coupé (derivata dalla 2ª serie della berlina omonima) si potrebbe collocare come sostituta, ma solo sotto alcuni punti di vista, essendo anche l'Astra di fascia inferiore.

## Riepilogo caratteristiche
| Opel Calibra (1989-97)     |        |            | |                |                |           |                    |                    |              |                     |                    |                    |
| Modello                    | Motore | Cilindrata | Alimentazione                                                                                         | Potenza CV/rpm | Coppia Nm/rpm  | Trazione  | Cambio/ N°rapporti | Massa a vuoto (kg) | Velocità max | Acceler. 0–100 km/h | Consumo (L/100 km) | Anni di produzione |
| Versioni a benzina         |        |            | |                |                |           |                    |                    |              |                     |                    |                    |
| Calibra 2.0i               | C20NE  | 1998       | Iniezione elettronica indiretta Bosch Motronic M1.5 o ML4.1                                           | 116/5200       | 170/ 2600-3000 | Anteriore | Manuale 5 marce    | 1 190              | 205          | 10"                 | 8,3                | 11/1989-07/1996    |
| Calibra 2.0i 4x4           | C20NE  | 1998       | Iniezione elettronica indiretta Bosch Motronic M1.5 o ML4.1                                           | 116/5200       | 170/ 2600-3000 | Integrale | Manuale 5 marce    | 1 270              | 198          | 11"                 | 9,1                | 03/1992-07/1996    |
| Calibra 2.0i 16v           | X20XEV | 1998       | Iniezione elettronica indiretta Siemens Simtec 56.1/56.5/70                                           | 136/5600       | 185/4000       | Anteriore | Manuale 5 marce    | 1 300              | 215          | 9"5                 | 7,9                | 02/1994-06/1997    |
| Calibra 2.0i 16v           | C20XE  | 1998       | Iniezione elettronica indiretta Bosch Motronic 2.5 (2.8 dal 1993)                                     | 150/6000       | 196/ 4600-4800 | Anteriore | Manuale 5 marce    | 1 215              | 223          | 8"5                 | 7,8                | 11/1989-02/1994    |
| Calibra 2.0i 16v 4x4       | C20XE  | 1998       | Iniezione elettronica indiretta Bosch Motronic 2.5 (2.8 dal 1993)                                     | 150/6000       | 196/ 4600-4800 | Integrale | Manuale 5 marce    | 1 275              | 215          | 9"5                 | 8,7                | 03/1992-02/1994    |
| Calibra 2.0i 16v Turbo 4x4 | C20LET | 1998       | Iniezione elettronica indiretta Bosch Motronic M2.7, turbocompressore KKK-16 e intercooler aria/acqua | 204/5600       | 280/2400       | Integrale | Manuale 6 marce    | 1 350              | 245          | 6"8                 | 9                  | 03/1992-07/1996    |
| Calibra 2.5 V6             | C25XE  | 2498       | Iniezione elettronica indiretta Bosch Motronic M2.8                                                   | 170/6000       | 227/4200       | Anteriore | Manuale 5 marce    | 1 355              | 237          | 7"8                 | 8,7                | 04/1993-07/1996    |
| Calibra 2.5 V6             | X25XE  | 2498       | Iniezione elettronica indiretta Bosch Motronic M2.8                                                   | 170/6000       | 230/3200       | Anteriore | Manuale 5 marce    | 1 355              | 237          | 7"8                 | 8,7                | 07/1996-06/1997    |

## Attività sportiva

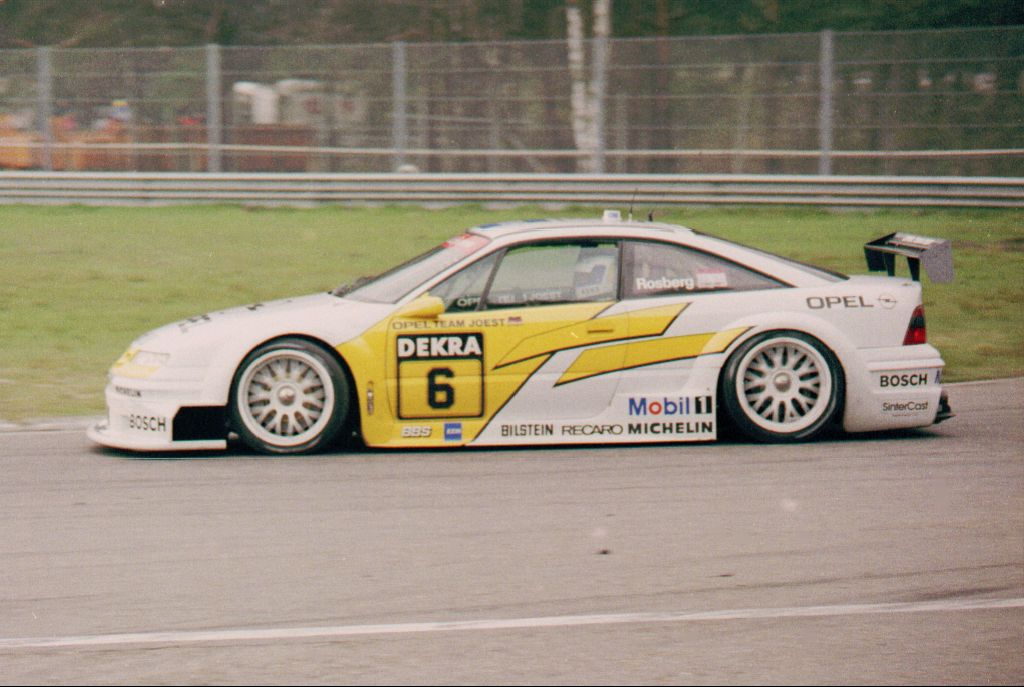
Opel Calibra V6 4x4 DTM

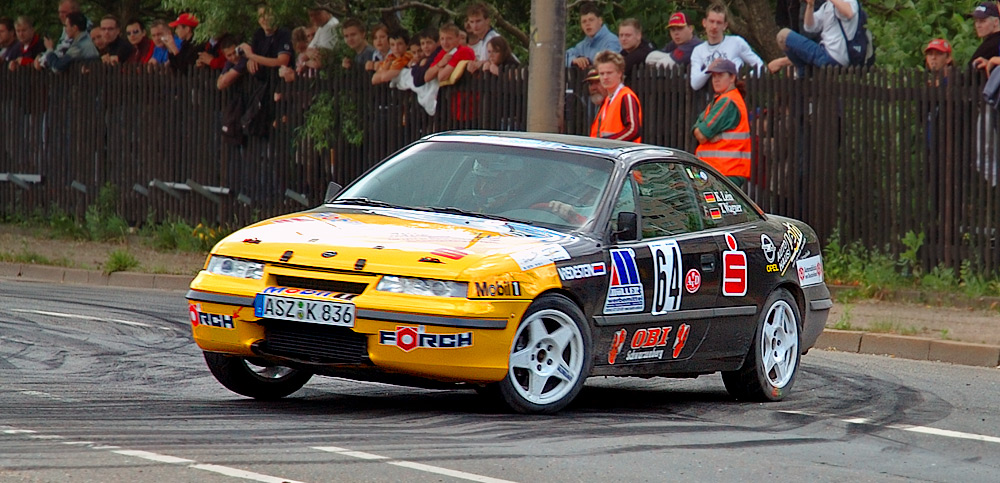
Opel Calibra 4x4 Turbo impegnata in un rally

La Calibra ha avuto una sua carriera sportiva non priva di grandi soddisfazioni. Le competizioni a cui ha partecipato furono svariate, ma quella più degna di nota fra tutte è stato il DTM tedesco, competizione in cui nel 1994 la Calibra del Team Rosberg si piazzò al terzo posto, pilotata da Klaus Ludwig, mentre due anni più tardi, nel 1996, la nuova e più potente V6 4x4 da 500 CV si afferma con nuove vittorie, sempre nel DTM. Alla fine della stagione Manuel Reuter diviene campione nei piloti e Opel nei costruttori.